# 谷城宫
黄石谷城宫（平話字：Ńg-sa̤̍uh Go̤h-síng-ge̤ng）是位于中国福建省莆田市的一座廟，位于荔城区黄石镇水南村。
穀城宮建始建於北宋年間，最初建在瑤臺村的青山北麓，因此以青山的別名「穀城山」對其命名。古時青山遍植梅花，春節前後花開，望之如雪，故有「穀城梅雪」之美稱，為莆陽二十四景之一。明嘉靖四十一年（1562年），莆田遭遇倭寇入侵，穀城宮被焚毀。崇禎年間，曾任廣西巡撫的林贄退隱回到家鄉莆田黃石，由他發起重建穀城宮的工程，並留存至今。現為前後三進院落，坐東朝西，佔地面積2606平方米。主殿供奉楊太師（楊延輝），當地人稱之為太師爺，為瘟部主帥，負責巡查瘟疫、保境安民。一說所供奉的實為陳太師陳文龍，元朝期間為掩人耳目而改名楊太師並沿襲至今。四月廿六是太師公誕辰日，四月廿五為陳文龍絕食盡節之日，這兩天為穀城宮的廟會日，要在宮中的戲臺演莆仙戲。
中共掌權後，穀城宮被徵用作黃石農業中學和興化粉乾厰。文化大革命期間，同其他宗教建築一樣遭到破壞。改革開放後恢復為宗教場所，1978年至1986年期間由信眾捐資照原樣重修，前殿祭祀楊太師，中殿祭祀楊繼業、佘太君，前殿對面為戲臺。1991年，在宮宇左側修建二忠廟，奉祀陳文龍、陳瓚；右側修建武聖廟，供奉關公，關平、周倉分列兩旁。後殿後部重建篁嶺堂以供奉釋迦文佛，同穀城宮東西兩側廊屋連為一體。
2009年11月16日，谷城宫被列入第七批福建省文物保护单位。